# Guerre de Succession moscovite
Pour les articles homonymes, voir Guerre de Succession.
La guerre de Succession moscovite, ou guerre civile moscovite était une guerre de Succession dans la grande-principauté de Moscou (Moscovie) entre 1425 et 1453 qui fit suite à la mort du grand-prince Vassili Ier. Il opposa d'une part Iouri IV, prince de Zvenigorod et ses fils Vassili le Louche et Dmitri Chémiaka à d'autre part Vassili II et ses alliés. La guerre naît de qui doit succéder, car aucune loi ne régit ceci, bien que Vassili Ier ait fait un testament en faveur de son fils.Pendant la guerre, les deux partis sollicitent tour à tour l'aide de la Horde d'Or afin d'arriver à leurs fins.
La guerre de Succession fut la seule lutte pour la succession dans l'histoire de la Moscovie, et la seule guerre civile au sein de la principauté. Alors que le parti de Iouri IV était dans un premier temps victorieux, il fut vaincu à la fin par Vassili II qui prit possession du trône. Les conséquences de la guerre sont importantes, avec un taux de mortalité extrêmement élevée.

## Contexte
Contrairement à d'autres monarchies européennes, il n'existe aucune règle écrite en Russie médiévale régissant l'accès au trône. Traditionnellement en Russie, la tradition se fait de frère à frère ou à cousin de la même génération. Mais cette règle orale est peu claire, souvent enfreinte. Ainsi dès la Rus' de Kiev, on assiste à des oncles et neveux s'affrontant, l’Église, l'armée et la population prenant part dans le conflit. Avec le début du Joug tatar en 1240, les successions se font désormais avec l'approbation du khan de la Horde d'Or.
Outre les soucis de successions, la guerre s'explique par quatre facteurs qui entraîne et aggrave cette crise du pouvoir moscovite. D'une part, il y a la menace tatare, même si la Horde d'Or commence à se fragmenter vers 1437-1440. Ce ne sera qu'en 1480 que le joug Tatar se terminera en Russie, même si les raids continuent.
Le second danger est le grand-duché de Lituanie, qui se partage avec la Moscovie les anciennes terres de la Rus' de Kiev. À ce moment-là, la relation avec le royaume de Pologne est déjà importante. La Lituanie est diverse, riche, et offre surtout la possibilité de l'exil pour ceux pourchassés par Moscou.
Ensuite, il y a l'Église orthodoxe russe, qui s'est déclarée autocéphale en 1448, pendant la guerre. Cela fait suite à l'Union de Florence de 1439, qu'Isidore de Kiev essaye d'imposer à la Russie. Les Grecs sont d'accords à cette union pour abolir le schisme entre Rome et Constantinople. Mais aux yeux des Russes, les Grecs ont trahi l'orthodoxie, et refusent de reconnaître cette union. L'union sera finalement refusé par les Grecs en 1453 lors de la chute de Constantinople. Cette Église orthodoxe russe nouvelle n'est pas reconnue par les autres autorités, et le choix du métropolite est orienté par le tsar.
Pour finir, la guerre est aussi causée par les élites moscovites. Ces élites souhaitent assujettir les principautés voisines, en particulier la république de Novgorod, qui avait une politique de balancier vis-à-vis des puissances souhaitant la soumettre.

## Première période (1425-1434)
La guerre commence lorsque Vassili Ier, grand-prince de Moscou-Vladimir depuis 1389, meurt le 27 février 1425 et lègue dans son testament son titre à son fils unique, âgé d'à peine dix ans, Vassili II. Le jeune garçon est alors placé sous la protection de deux personnes puissantes, avec d'une part Vytautas le Grand, grand-duc de Lituanie qui est son grand-père maternel, et d'autre part Photios, métropolite de Kiev et de toutes les Russies. Le premier meurt en 1430 tandis que le second meurt en 1431.
Avec la mort de ces deux protecteurs, Vassili II n'est plus protégé, et Iouri de Zvenigorod revendique ses droits sur le trône, s'estimant légitime malgré le testament de Vassili Ier. Il sollicite en 1432 l'arbitrage du dernier khan de la Horde d'Or Küchük Muhammad (en). Mais les Tatars ne tranchèrent pas, faisant basculer la Moscovie dans la guerre civile. Dès 1433, Iouri de Zvenigorod prend le pouvoir sous le nom de Iouri IV lors de la bataille de la Kliazma (ru). Il perd la même année le pouvoir au profit de Vassili II, avant de le reprendre le 20 mars 1434 lors de la bataille de la Mogza (ru). Mais le 5 juin 1434, Iouri IV meurt.

## Troisième période (1436–1453)

### Déclin de Vassili II au profit de Chémiaka
Au printemps 1445, la bataille de Souzdal a lieu entre les forces de Vassili II et le Khanat de Kazan, avec les forces tatares dirigées par Mäxmüd de Kazan (en). Mais la bataille tourne à la déroute monumentale pour Vassili II, où il est fait prisonnier tout comme d'autres boyards. Il est libéré le 1er octobre suivant, lors d'un accord humiliant. Selon les chroniqueurs de Novgorod, le montant de la rançon pour son retour était de 200 000 roubles. Par ailleurs, la ville riche de Souzdal est pillée,.
En février 1446, Vassili II se trouve dans une impasse religieuse et politique. Les Russes n'ont plus de métropolite depuis 1442, date à laquelle  Isidore de Kiev est parti après avoir été emprisonné l'année précédente par Vassili II. Isidore de Kiev avait essayé d'imposer l'Union de Florence de 1439, dans le but d'abolir le schisme entre Rome et Constantinople. L'union avait pourtant été acceptée par les Grecs, mais Vassili II devait se demander s'il pouvait demeurer orthodoxe tout en rompant avec Constantinople. Mais le sujet le plus brûlant est la bataille de Souzdal, dont il en paye les connaissances. Il est soupçonné par les personnalités puissantes russes, dont ses ennemies, d'avoir vendu son trône aux Tatars. Cette rumeur est propagée par Dmitri Chémiaka.
Pour faire face à la rumeur et se redonner une légitimité, Vassili II entreprend d'aller prier à la Laure de la Trinité-Saint-Serge à Serguiev Possad. Il abandonne ainsi Moscou, aussi tôt reprise par les soldats de Chémiaka. Mais surtout, s'exposant à découvert, il est arrêté par Dmitri Chémiaka le 13 février 1446. Il est alors ramené captif à Moscou. Dmitri Chémiaka le destitue et le fait aveugler le 17 février. Pour Chémiaka, l'aveugler signifie le priver définitivement du trône. Méthode byzantine, elle avait déjà était utilisée dans la Rus' de Kiev.
Cependant, Dmitri Chémiaka et ses partisans commettent une erreur lors de l'arrestation de Vassili II, en oubliant d'amener deux de ses fils dont le futur Ivan III. Chémiaka comprend rapidement l'erreur, mais le temps d'agir, les enfants ont déjà été mis à l'abri à Mourom par des fidèles. L'évêque de Riazan, qui a juridiction sur Mourom, Jonas, cherche les fils à Mourom pour les remettre à Dmitri Chémiaka. En récompense, Jonas peut s'installer au palais du métropolite de Moscou, occupant de facto la fonction de métropolite de Moscou.

### Reprise par Vassili II
Jonas négocie cependant pour que Vassili II soit remis en liberté, et pourvu d'un territoire. En échange, Vassili II doit renoncer à toute revendication. Le compromis est conclu, mais à peine libérer, il s'affranchit de son serment d'abdication par l'abbé du monastère Saint-Cyrille-du-Lac-Blanc (à Kirillov). Il reprend ainsi la lutte, et en février 1447, ses hommes réinvestissent Moscou, en ralliant les partisans de son cousin à sa cause. Il accepte même de confirmer Jonas comme métropolite de Moscou, afin de gagner du soutien. En décembre 1448, Jonas devient le premier métropolite russe autocéphale.
À ce moment-là, le futur Ivan III, alors âgé de huit ans, est mis comme prétendant au trône dans un traité. Dans ce traité que fait Vassili II, les terres de Chémiaka sont reprises par Moscou. En janvier 1450, la bataille de Galitch (ru) a lieu. Chémiaka était en effet prince de la principauté de Galitch. Mais ce dernier est vaincu par les troupes de Vassili II, sa principauté incorporée à la Moscovie et il s'exile alors à Novgorod. La république de Novgorod reconnu jusqu'à la mort de Chémiaka que ce dernier était celui légitime au trône de la Moscovie. Mais en 1453, Vassili II décide d'en finir, faisant empoisonner son rival, qui meurt le 17 juillet 1453.

## Conséquences
Même si la guerre est terminée en 1453 avec la mort de Dmitri Chémiaka, Vassili II continuent à prendre des mesures pour sécuriser son trône. L'année suivante, il s'en prend à Ivan Andréïévitch (ru), prince de Mojaïsk. Ce dernier était le principal complice de Chémiaka, celui qui l'avait capturé au monastère à 1446 même s'il s'était par la suite rallié à Vassili II. Vassili II lance une campagne militaire contre lui, mais il se réfugie dans le grand-duché de Lituanie, pays en paix avec la Moscovie, que Vassili II ne peut attaquer, l'obligeant à renoncer.
En 1456, Vassili II se rend à Novgorod pour montrer sa puissance, et signe le 25 février 1456 le traité de Iajelbitsy, qui réduit considérablement l'indépendance politique de la république de Novgorod, alors strictement limitée.
La même année, il met en prison son frère Vassili Iaroslavitch (ru) (prince de Serpoukhov-Borovsk), pourtant fidèle à lui pendant toute la guerre. Vassili II craint de lui car il est trop proche du trône et dispose d'un domaine trop important. Dans les semaines qui précèdes la mort de Vassili II en 1462, un complot visant à faire évader son frère est révélé. Vassili II ordonna de capturer tous les impliqués, de les fouetter, de leur trancher les mains, de leur couper le nez puis enfin leur tête. Même si ces châtiments ont lieu pendant la période du carême, ce qui en fait un sacrilège, Vassili II l'ordonne pour éviter tout contre-pouvoir. Vassili Iaroslavitch fut libéré peu après la mort de Vassili II et s'installa à Vologda.
Les descendants de Dmitri Chémiaka et d’Ivan Andréïévitch de Mojaïsk se réfugient en Lituanie, et ne reviendront en Moscovie qu'au cours du XVIe siècle.